# Reconstrução de mama
Reconstrução de mama é uma cirurgia plástica realizada na mama de mulheres. Envolve o uso de tecido autólogo ou prótese para construir uma nova mama com aspecto natural.

## Métodos de reconstrução de mama

### TRAM
Do inglês transverse rectus abdominis myocutaneous (TRAM) flap, a mama é reconstruída com retalho de tecido do abdômen, irrigado pelo músculo reto do abdome, podendo-se levar um (monopediculado) ou os dois (bipediculado) músculos retos durante a reconstrução. Em alguns casos, utiliza-se a microcirurgia e o retalho é submetido a anastomose vascular na área receptora, denominando-se TRAM livre.

### Grande dorsal
Esse músculo é levado juntamente com uma ilha de pele das costas, sendo normalmente necessária uma complementacão de volume com implante mamário na mesma cirurgia.

### Expansor e implante mamário
Utiliza-se um expansor cutâneo, que é preenchido com soro fisiológico com cerca de dez porcento de seu volume por semana, totalizando, em média, três meses de expansão (a primeira ocorre somente após 14 dias da colocação). Necessita-se de uma segunda cirurgia para retirada do expansor e colocação de implante mamário.

### Retalhos locais
Os retalhos locais recebem esse nome porque a sua área doadora situa-se na vizinhança da mama que sofreu a retirada do tumor e geralmente são utilizados em casos de retirada parcial da mama ou como complementação a outra técnica. Podemos citar como exemplo o Retalho Toracolateral, que utiliza o excedente de pele e subcutâneo da região lateral do tórax para a reconstrução da mama.